# Малък гребенест тритон
Малкият гребенест тритон (Lissotriton vulgaris), наричан още обикновен тритон, обикновен малък тритон или влакноопашато тритонче, е вид дребно опашато земноводно. Той е широко разпространен в Европа и част от Азия и е интродуциран в Австралия. Обикновените тритони са кафяви, с петниста коремна страна, чийто основен цвят варира от оранжев до бял. Достигат средна дължина 8 – 11 сантиметра, като мъжките са по-едри от женските. Кожата им е суха и кадифена, когато престояват на сушата, но става гладка, когато мигрират във водата, за да се размножават. В размножителния период мъжките придобиват по-ярка окраска и видим кожен ръб (гребен) на гърба си.
Малкият гребенест тритон първоначално е описан от Карл Линей като гущер, а през следващите столетия е причисляван към различни родове, преди да се стигне до днешната му класификация в род Малки тритони (Lissotriton). Днес се приема, че видът има три подвида. В миналото към него са причислявани други четири подвида, всички с ограничен ареал, които в наши дни се класифицират като самостоятелни видове, заради съществените разлики в генетиката и външния им вид – L. lantzi, L. graecus, L. kosswigi и L. schmidtleri. Заедно с тези четири вида и карпатския тритон (L. montandoni), малкият гребенест тритон образува видов комплекс, в рамките на който се наблюдава възможност за хибридизация.
През по-голямата част от годината обикновените тритони живеят на сушата, активни са главно през нощта и се крият през деня. Те могат да се адаптират към широк кръг естествени и полуестествени местообитания, от гори и периферията на ниви до паркове и градини. Хранят се главно с безгръбначни, като насекоми и земни червеи, а самите те най-често стават жертва на риби, птици или змии. Между пролетта и лятото малките гребенести тритони се размножават в малки езера и други подобни водоеми. Мъжките ухажват женските с особени подводни ритуали. Женските снасят яйцата си върху водни растения, а ларвите се излюпват след 10 до 20 дни. Те се развиват в продължение на около три месеца преди метаморфозата си в сухоземни млади индивиди. Достигат полова зрялост след две до три години, а продължителността на живота им е до 14 години.
Малките гребенести тритони са често срещани в по-голямата част от своя ареал и са класифицирани като незастрашен вид от Международния съюз за защита на природата. Отрицателно въздействие върху тях оказват разрушаването и раздробяването на местообитанията им, както и интродуцирането на нови видове риби. Както и другите европейски земноводни, обикновените тритони са в списъка на защитените видове по Бернската конвенция.

## Таксономия
Шведският естественик Карл Линей описва малкият гребенест тритон през 1758 година като Lacerta vulgaris, поставяйки го в един род със зелените гущери. По-късно той е прекласифициран с няколко различни видови и родови имена, сред които Triton, Molge, Salamandra и Lissotriton, като общият брой на синонимите му в различни публикации достига 48. Към края на XX век видът е включен в род Triturus, заедно с повечето европейски тритони. След това е установено, че този род е парафилетичен – включващ няколко несвързани помежду си еволюционни линии – и дребните видове, сред които и малкият гребенест тритон, са отделени в самостоятелен род през 2004 година от Гарсия-Парис и съавторите му. Те използват за рода името Lissotriton, което е въведено още през 1839 година от английския зоолог Томас Бел за род с типов вид малкия гребенест тритон, но по онова време е прието за синоним на Triturus. Lissotriton е съчетание на старогръцкото λισσός („гладък“) и името на водното божество Тритон, а видовият епитет vulgaris означава „обикновен“ на латински.
Публикациите след 2017 година приемат, че малкият гребенест тритон има три подвида – L. v. vulgaris, L. v. ampelensis и L. v. meridionalis, разглеждайки заради техните морфологични и генетични особености четири дотогавашни подвида като самостоятелни видове – гръцки малък тритон (L. graecus), малък тритон на Косвиг (L. kosswigi), кавказки малък тритон (L. lantzi) и малък тритон на Шмитлер (L. schmidtleri). Тези пет вида тритони заедно с карпатския тритон (L. montadoni) образуват обособен видов комплекс в рамките на рода.

## Еволюция
Анализите на молекулярната филогенетика показват, че малкият гребенест тритон се различава от своите четири близки родственика – кавказкия малък тритон, гръцкия малък тритон, малкия тритон на Косвиг и малкия тритон на Шмитлер – които в миналото са приемани за негови подвидове. Връзките в рамките на този видов комплекс все още не са добре изследвани. Времето на обособяване на петте вида от карпатския тритон се оценява на преди около четири до шест милиона години. При самия малък гребенест тритон генетичните групи на съвпадат точно с приетите в момента подвидове – ampelensis, meridionalis, vulgaris – които са дефинирани на морфологична основа.
Генетичните анализи показват също продължаваща генетична миграция между малкия гребенест тритон и близкородствените му видове. Макар карпатският тритон да е с отчетливо различна морфология, хибридизацията между двата вида е честа. Установено е, че митохондриална ДНК на малкия гребенест тритон интрогресира и напълно измества тази на карпатския тритон. Частична интрогресия се наблюдава и от малкия гребенест тритон към гръцкия малък тритон. Тези процеси изглежда се дължат на нарастването на ареала и вторичния контакт на видовете след Последния ледников максимум, който те вероятно преживяват в рефугиуми главно в южна и източна Европа. Видът Lissotriton helveticus, макар често да се среща в същите местообитания, пичти никога не се хибридизира с малкия гребенест тритон. В същото време в лабораторни условия са правени успешни изкуствени кръстоски с още по-отдалечени видове като алпийския (Ichthyosaura alpestris) и северния гребенест тритон (Triturus cristatus).

## Физически характеристики

### В обичайно състояние
Възрастните мъжки на малкия гребенест тритон достигат около 9 – 11 сантиметра дължина на тялото с опашката и са малко по-едри от женските, които достигат 8 – 9,5 сантиметра. Телесната маса на възрастните варира между 0,3 и 5,2 g, като намалява в размножителния сезон. Главата е по-дълга, отколкото широка, с 2 – 3 надлъжни бразди от горната страна, а удължената муцуна е притъпена при мъжките и закръглена при женските. Кожата е кадифена и отблъскваща водата на сушата, но гладка във водната фаза на живота им. По нея има слузни и токсинови жлези, а горният ѝ слой се сменя редовно.
Извън размножителния сезон и двата пола са жълто-кафяви, кафяви или маслинено-кафяви. Мъжките имат тъмни кръгли петна, а женските – по-дребни точки в същия цвят, които понякога образуват две или повече неправилни линии по гърба. Мъжките имат оранжева ивица по долната страна на опашката, а гърлото и коремът им са оранжеви до бели с малки тъмни кръгли петна (при женските те са по-светли и по-дребни). Размерът и оцветяването варират според средата на живот, като тритоните стават по-дребни в по-северните части на ареала. При отделни индивиди е наблюдаван албинизъм или левкизъм.
Малкият гребенест тритон е диплоиден – има две копия от всяка хромозома – с общо 24 хромозоми.

### В размножителния период
По време на размножителния период, когато живеят във водата, мъжките развиват кожен гребен по дължината на гърба и опашката. Той е с височина 1 – 1,5 милиметра в средата на тялото и по-висок по опашката. Опашката развива и долна перка, а краят ѝ е заострен. Клоаката – общ храносмилателен, отделителен и размножителен отвор – на мъжките в размножителен период е подута, закръглена и тъмно оцветена. На задните крака се появяват ципи между пръстите, които се развиват в различна степен при различните подвидове. Окраската става по-ярка, отколкото в сухоземната фаза, тъмните петна стават по-големи, а гребенът често има редуващи се вертикални тъмни и ярки ивици. Образуват се пет до седем надлъжни ивици по главата, а долната страна на опашката е червена със сребристо-син оттенък и черни точки. При женските се развива само ниска права опашна перка, но не и гребен по гърба или ципи между пръстите и остават по-тъмно оцветени.
Подвидовете се различават леко при вторичните белези на мъжките: L. v. ampelensis има силно развити ципи, опашката му се изостря до тънка нишка (без да образува обособено камшиче), а тялото е леко с четвъртито сечение; L. v. meridionalis също има ципи и заострена опашка, гребенът е с гладък ръб и тялото е четвъртито; при номинатният подвид L. v. vulgaris гребенът е отчетливо назъбен, ципите са слабо развити и тялото е със закръглено сечение.

### Ларви
При излюпването си водните ларви имат дължина 6,5 – 7 милиметра и са жълто-кафяви, с две надлъжни ивици. Първоначално те имат, наред с хрилете си, само две балансиращи перки отстрани на главата, с които се прикрепват към растенията и които се ресорбират в тялото след няколко дни. Както при всички безопашати земноводни, предните крака се развиват преди задните. Цветът на растящите ларви постепенно се изменя към тъмножълт до кафяв и развиват кожен ръб от врата до заострената опашка, която е с дължината на главата и тялото. Ларвите порастват до 3 – 4,5 сантиметра, какъвто е и размерът на сухоземните млади тритони непосредствено след метаморфозата.

### Сравнение с подобни видове
Малкият гребенест тритон е сходен с други, по-ограничено разпространени видове малки тритони. Особено лесно може да бъде объркан с видовете от близко родствения му видов комплекс (отбелязани с * в долната таблица), както и с по-отдалечения Lissotriton helveticus, с който споделят общ ареал. Женските са особено трудни за различаване, тъй като отличителните характеристики се наблюдават най-вече при мъжките в размножителния им сезон.
| Вид                                    | Разпространение                                      | Характеристики на мъжките в разможинетелн период | Характеристики на мъжките в разможинетелн период                           | Характеристики на мъжките в разможинетелн период | Характеристики на мъжките в разможинетелн период | Други |
| Вид                                    | Разпространение                                      | Форма на тялото                                  | Гръбен гребен                                                              | Ципи между пръстите (задни крака)                | Край на опашката                                 | Други |
| -------------------------------------- | ---------------------------------------------------- | ------------------------------------------------ | -------------------------------------------------------------------------- | ------------------------------------------------ | ------------------------------------------------ | --- |
| Малък гребенест тритон*L. vulgaris     | широк ареал от Британските острови до Централна Азия | закръглена до четвъртита (според подвида)        | гладък или назъбен (според подвида)                                        | слабо до добре развити (според подвида)          | заострен до удължен, без нишка                   | |
| Испански тритонL. boscai               | западната част на Пиренейския полуостров             | леко четвъртита                                  | няма                                                                       | няма                                             | къса нишка                                       | няколко тъмни петна по корема, главно отстрани                                                                 |
| Карпатски тритон*L. montandoni         | Карпатите                                            | четвъртита                                       | много нисък, с гладък ръб                                                  | слабо развити                                    | тъп, с нишка                                     | без петна по корема                                                                                            |
| Кавказки малък тритон*L. lantzi        | Кавказ                                               | леко четвъртита                                  | висок (до 1 mm в средата на тялото), назъбен (почти с шипове)              | умерено развити                                  | заострен, но без нишка                           | |
| Гръцки малък тритон*L. graecus         | южната част на Балкански полуостров                  | четвъртита                                       | нисък (под 1 mm в средата на тялото), с гладък ръб                         | добре развити                                    | дълга нишка                                      | без петна по долната опашна перка                                                                              |
| L. italicus                            | южната част на Италия                                | леко четвъртита                                  | няма                                                                       | няма                                             | заострен, без нишка                              | много дребен (4,5 – 7,5 cm), малко или никакви петна по гърлото, златисто жълта шарка зад очите при двата пола |
| L. kosswigi*                           | северната част на Мала Азия                          | четвъртита                                       | нисък (под 1 mm в средата на тялото), но по-висок към основата на опашката | силно развити                                    | дълга нишка                                      | |
| L. helveticus                          | Западна Европа                                       | четвъртита                                       | нисък, с гладък ръб                                                        | силно развити                                    | дълга нишка (при двата пола)                     | без петна по гърлото                                                                                           |
| Малък тритон на Шмитлер*L. schmidtleri | Мала Азия и източната част на Балканския полуостров  | леко четвъртита                                  | висок (над 2 mm в средата на тялото), назъбен                              | слабо развити                                    | удължен, без нишка                               | много дребен (5 – 7 cm)                                                                                        |

## Разпространение

### Първоначален ареал
Малкият гребенест тритон е определян като „най-често срещания и широко разпространен тритон в Стария свят“. Той се среща в цяла Европа, с изключение на Пиренейския полуостров, Южна Франция, Южна Италия и северните части на Скандинавския полуостров. Ареалът му продължава в Азия северно от сухата степна зона, като на изток достига до Алтай.
Номинатният подвид L. v. vulgaris е най-широко разпространен – от Ирландия (където е единственият вид тритони) и Великобритания на запад до Сибир и Северен Казахстан на изток. Подвидът L. v. ampelensis се среща само в украинската част на Карпатите и в Делтата на Дунав, а L. v. meridionalis в северната част на Италия, Южна Швейцария, Словения и Хърватия.
В Карпатите малкият гребенест тритон обикновено предпочита по-малки надморски височини от карпатския тритон. На Балканите точните контактни зони с гръцкия малък тритон не са добре уточнени. В Средна Италия, където ареалът на подвида L. v. meridionalis се застъпва с този на L. italicus, вторият предпочита по-топъл и сух климат.
В България малкият гребенест тритон се среща в цялата страна, с изключение на относително сухите равнинни области в източната част. Най-характерен е за ниските планини и високите полета в Западна България.

### Области на интродукция
Номинатният подвид L. v. vulgaris е интродуциран в Австралия, където няма местни безопашати земноводни. Той се продава като домашен любимец до 1997 година, когато е обявен за „контролиран вредител“ заради риска от интродукция. За пръв път видът е наблюдаван в природата край Мелбърн през 2011 година, като впоследствие са открити и ларви, показващи успешно размножаване. Има опесания за отрицателно въздействие върху местната фауна, включително улов и конкуренция с местни жаби и сладководни безгръбначни, токсичност и разпространение на болести. Възможно е малкият гребенест тритон да се разпространи по-широко в югоизточните части на Австралия, където обширни територии имат подходящ климат.
В рамките на Европа подвидът L. v. meridionalis е интродуциран на север от Алпите край Женева, където се хибридизира с местния L. v. vulgaris.

## Начин на живот и хранене
Малките гребенести тритони живеят предимно на сушата, а през размножителния сезон през пролетта – във водата. Възрастните обикновено прекарват във водата и зимата. Предпочитани са малки плитки водоеми с изобилна подводна растителност. На сушата тритоните се крият на влажни и сенчести места, като дупки в почвата, под нападали листа, пънове и други, като излизат оттам само нощем.
На сушата малкият гребенест тритон се храни с червеи, стоножки, паякообразни, гъсеници и други. Във водата основната му храна са ларви на комари, като освен това се храни и с дребни ракообразни, охлюви, хайвер и други.

## Размножаване
Малкият гребенест тритон се размножава през пролетта във водата. Женската снася поединично от няколко десетки до 300 яйца, които завива с листа на подводни растения. Ларвите наподобяват развитите тритони, но имат издадени хриле от двете страни на главата. Метаморфозата на ларвите е след 60 – 70 дни, само в най-северните райони те презимуват и метаморфозират на следващата пролет.

## Природозащитен статут
- Червен списък на световнозастрашените видове (IUCN Red list) – Незастрашен (Least Concern LC)[32]

В България малкият гребенест тритон е защитен с Приложение III на Бернската конвенция и със Заповед 729/1986 г. на Комитета за опазване на природната среда.